# Scouts de Chine
Les Scouts de Chine (chinois : 中華民國童軍, anglais : Scouts of China), de leur nom officiel l'Association générale des Scouts de Chine, est l'organisation scoute nationale de Taïwan, et est membre de l'Organisation mondiale du mouvement scout (OMMS). Les Scouts de Chine comptaient 69 452 membres en 2005.

## Histoire
La première troupe scoute, fondée par le Père Yen Chia-lin à Wuchang, fit son apparition en 1912, juste après l'avènement de la République de Chine, et le scoutisme se répandit rapidement dans le pays. Le premier jamboree national des Boy Scouts of China en 1930 à Nankin, auquel 3 575 scouts participèrent, fut suivi d'un second jamboree en 1936, qui accueillit 13 268 scouts de tout le pays. L'Association générale des Scouts de Chine fut officiellement fondée en 1934, et devint membre de l'OMMS en 1937.
En 1941, les Scouts de Chine revendiquaient pas moins de 570 000 membres. Les activités scoutes furent cependant totalement interrompues en 1949, quand les communistes dirigés par Mao Zedong s'emparèrent de toute la Chine continentale. Le scoutisme se reconstitua cependant en République de Chine (Taïwan) à partir de 1950, et l'association continua à être membre de l'OMMS sous le nom de Scouts de Chine.
En 1974, Chuan Kai Teng reçut le loup de bronze, seule distinction de l'OMMS, décerné pour services exceptionnels rendus au scoutisme. You-hwa Shieh fut honoré de la même distinction en 1976, de même que Chung-Shin Chen en 1982.
Taipei a accueilli en 1993 la 23e Conférence de la région Asie-Pacifique de l'OMMS. Les Scouts de Chine ont accueilli en 2004 à Hualien le 12e Moot aîné mondial.

## Pédagogie
Les valeurs fondamentales des Scouts de Chine sont exprimées par la promesse, la Loi et la devise scoute du mouvement. Le drapeau du mouvement comprend le Ciel Bleu avec un Soleil Blanc, qui fait partie du drapeau de la République de Chine (Taïwan).
Le grade le plus élevé est la « Classe de la Fleur Nationale ».

### Promesse
憑我的榮譽，我願盡力，遵守童軍規律，終身奉行下列三事：
第一：敬天樂群，做一個堂堂正正的好國民。
第二：隨時隨地扶助他人，服務社會。
第三：力求自己智識、品德、體格之健全。
 Je souhaite rejoindre les Scouts de Chine, et je promets sur mon honneur d'obéir à la Loi scoute, et de faire toute ma vie de mon mieux.
1. D'accomplir mon devoir envers Dieu, d'être cordial envers les gens et de devenir un juste citoyen chinois.
2. D'aider les autres et de servir les gens à tout temps.
3. De m'efforcer de devenir riche en connaissances, égal en caractère, et de me maintenir en bonne santé physique.

### Loi scoute
一、誠實 (為人之道，首在誠實，無論做事、說話、居心，均須真實不欺。)
二、忠孝 (對國家須盡忠，對父母應盡孝。)
三、助人 (盡己之力，扶助他人，每日至少行一善事，不受酬，不居功。)
四、仁愛 (待朋友須親愛，待眾人須和善，對生命要尊重，對社會要關心，對大自然要愛護。)
五、禮節 (對人須有禮貌，凡應對進退，均應合乎規矩。)
六、公平 (明事理、辨是非，待人公正，處事和平。)
七、負責 (信守承諾，克盡職責，遵守團體紀律，服從國家法令。)
八、快樂 (心常愉快，時露笑容，無論遇到何困難，均應處之泰然。)
九、勤儉 (好學力行，刻苦耐勞，不浪費時間，不妄用金錢。)
十、勇敢 (義所當為，毅然為之，不為利誘，不為威屈，成敗在所不計。)
十一、整潔 (身體、服裝、住所、用具須整齊清潔，言語須謹慎，心地須光明。)
十二、公德 (愛惜公物，重視環保，勿因個人便利，妨害公眾。)
1. Honnêteté
2. Loyauté et dévotion filiale
3. Obligeance
4. Bienveillance
5. Courtoisie
6. Justice
7. Responsabilité
8. Gaieté
9. Assiduité et Parcimonie
10. Courage
11. Propreté
12. Esprit public

### Devise scoute
一、準備。
二、日行一善。
三、人生以服務為目的。
1. Sois prêt
2. Accomplis une bonne action chaque jour
3. Le service comme objectif de vie